# Penalizacja
Penalizacja (od łac. poena - kara) – uznanie przez ustawodawcę określonego czynu za czyn zabroniony (przestępstwo), wykroczenie lub delikt dyscyplinarny. Dla prawa karnego penalizacja czynu jest podstawą odpowiedzialności karnej i zasądzenia przez sąd kary (nullum crimen sine lege, nulla poena sine lege). Przeciwieństwem penalizacji jest depenalizacja.
Według innego rozumienia tego pojęcia penalizacja oznacza utrzymywanie zagrożenia karą danego czynu. W tym rozumieniu zabieg ustawodawcy polegający na uznaniu czynu za przestępstwo lub wykroczenie to kryminalizacja, która nieuchronnie pociąga za sobą penalizację. Kryminalizacja jest więc zabiegiem ustawodawcy, zaś penalizacja stanem, będącym wynikiem takiego zabiegu. 
Niektórzy prawnicy terminu "penalizacja" używają także jako pojęcia określającego sytuację, gdy ustawa podwyższa karę za czyn już wcześniej zabroniony (czyn surowiej penalizowany) lub zmienia rodzaj odpowiedzialności, np. wykroczenie czyni przestępstwem.